# Rogów (Kazimierza)
Pour les articles homonymes, voir Rogów.
Rogów est une localité polonaise de la gmina d'Opatowiec, située dans le powiat de Kazimierza en voïvodie de Sainte-Croix.